# Дюни Теселю (національний парк)

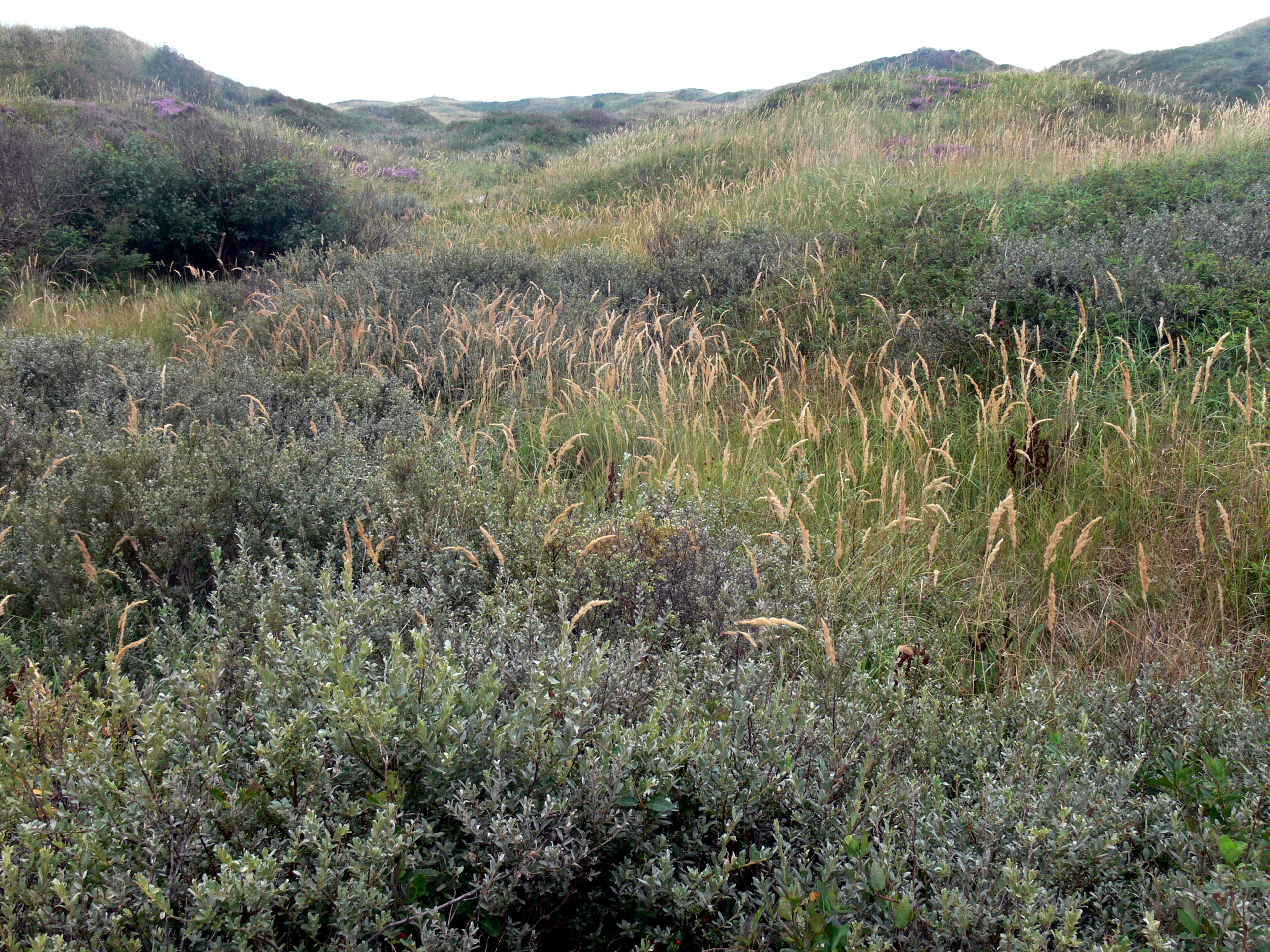
Теселські дюни

Національний парк Дуйнен ван Тесел (duinen = дюни) — національний парк, розташований на острові Тесел у Північній Голландії в Нідерландах. Усі системи дюн на західній стороні острова та великі прибережні рівнини як на північній, так і на південній сторонах острова є частиною парку. Парк охоплює приблизно 43 км2 (17 миля2) і отримав статус національного парку у 2002 році. Центр для відвідувачів міститься в природному музеї Ecomare.
У 1927 році ботанік Як. П. Тійссе створив ілюстровану книгу про флору і фауну острова та вказав на основні екологічні цінності острова. Ця книга була однією із серії, книга була дешевою, а малюнки до книги надавалися безкоштовно з кожною плиткою шоколаду Verkade.
Є багато пішохідних доріжок, які слідують за червоними, жовтими, синіми чи зеленими позначками. Зелені маршрути недоступні під час сезону розмноження птахів. Багато велосипедних доріжок також перетинають парк.

## Області

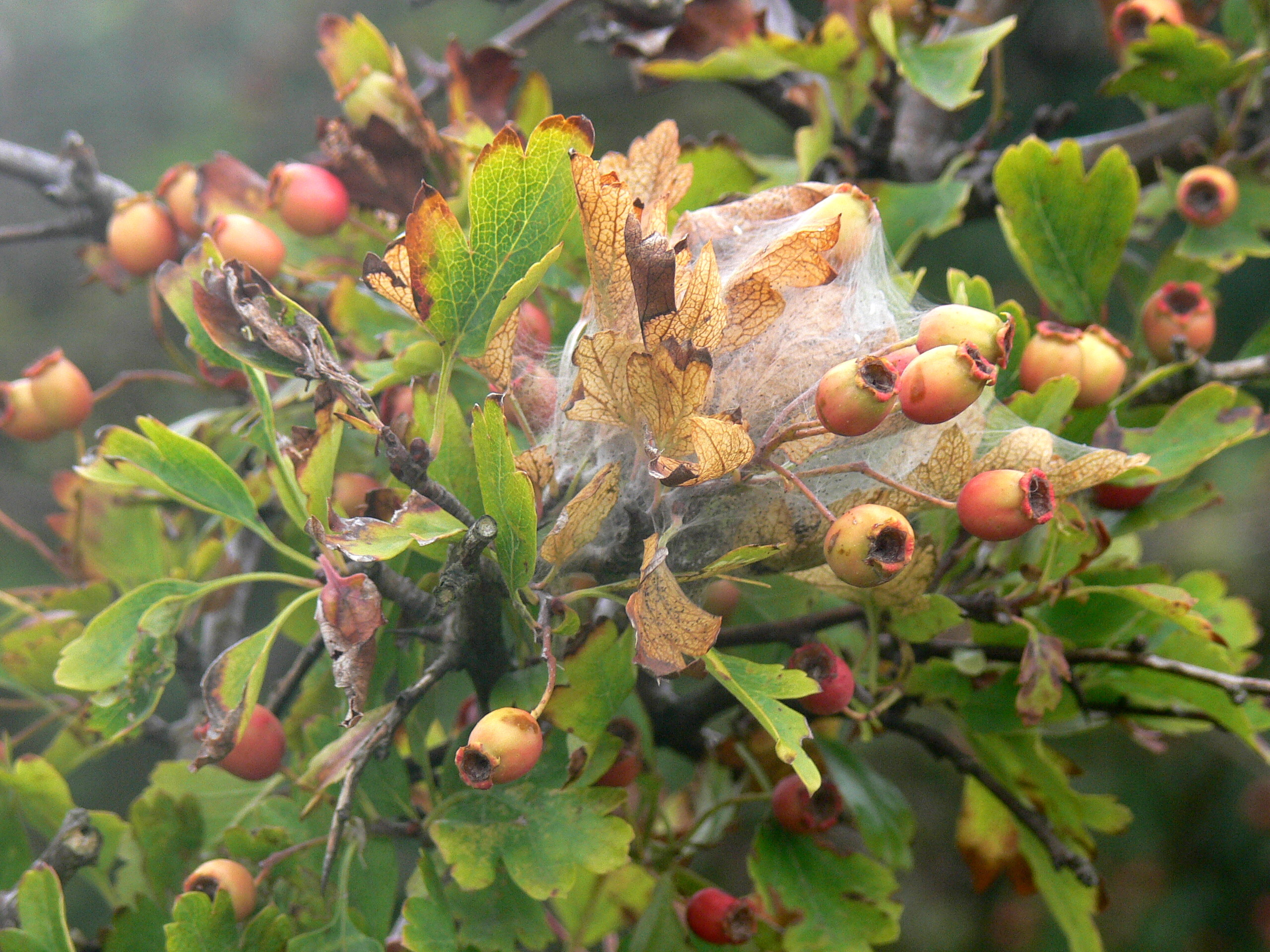
Обліпиха біля Ecomare

Із півдня на північ парк охоплює такі території:
- Де Ор
- Де Гель
- Де Мок
- Де Боллекамер
- Де Вестердуйнен
- Де Деннен
- Хет Дуйнпарк
- Каліфорніє-бос
- Де Сітенсгнолле
- Кемпінг Когерстранд
- Де Муй
- Де Слафтер
- Де Ханеплас
- Кримбос
- Ейєрландсе Дуйнен
- Кемпінг де Робейагер

### Де Ор
Ор розташований у найпівденнішій точці Тесела і в основному належить Міністерству оборони Нідерландів. Місцевість використовується для навчання амфібій. Оборонний комплекс, побудований у бухті Мок, називається де Мок. Південна частина Орсу — це велика прибережна рівнина, яка утворилася через те, що в минулому мілини «йшли» до острова, останньою мілиною, яка це зробила, була мілина Онруст у 1910 році.
На рівнинах утворюються нові дюни. На найновіших дюнах трапляється «biestarwegras» (Elytrigia juncea subsp. boreoatlantica), а на дещо старіших дюнах ви знайдете маррамову траву. У вологих дюнних долинах зростають білозір болотяний, зозульки м'ясо-червоні та золототисячник.
Крефтепольдер — це долина дюн, яка утворилася завдяки спорудженню піщаної коси, що відокремила її від прибережної рівнини. Керівник проєкту Яап Кріфт дав назву польдеру. У долині зростають Liparis loeselii та «armbloemige waterbies» (Eleocharis quinqueflora). З 2000 року значна його частина затоплена. З іншого боку піщаної коси утворилися два невеликих озера Орсміертіс.

### Де Геул
Геул — це волога долина дюн, спочатку вона була частиною затоки Мок, але була побудована дамба, щоб питну воду можна було добувати з дюн. Тут найбільша колонія на Теселі звичайних порід косаря. Після припинення видобутку води в 1993 році місцевість стала значно вологішою. Через канаву з рибними сходами вода може вийти в Мок, а колючка триголкова може потрапити в Геул із Ватового моря. Наявність цих риб змусило колпиць вирішити тут розмножуватися. Тут пасуться як гайленд, так і ексмурські поні.

### Де Боллекамер
Bollekamer розташований між пляжними полюсами 9 і 12, на північ від Ден Орну. У східній частині дуже близько до поверхні залягає скелястий суглинок, ця поверхня не пропускає воду, тому тут найвищий рівень ґрунтових вод з усієї дюнної системи. На долину впливають ґрунтові води, багаті на вапно. Гайленд пасеться на Боллекамері.

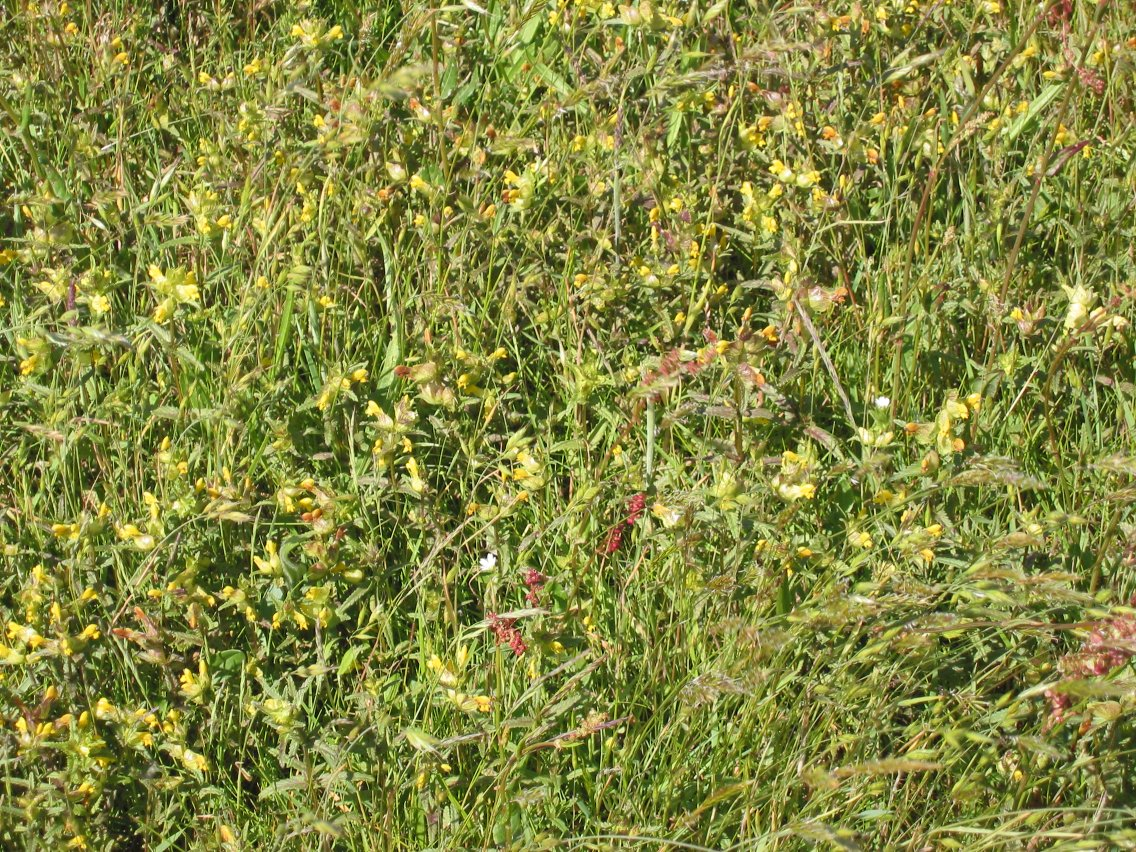
Рослинність у Де Недерланде наприкінці травня

### Де Муй
Муй названо на честь дюнного озера, яке утворилося, коли Північне море пробило зовнішні дюни в 1851 році. Це найстаріше відоме місце розмноження колпиці на острові Тесель. У 1990-х рр. чисельність колпиць зменшилася, в той час як у цьому районі почали гніздитися великі баклани. Де Недерланде також є частиною Мую, у проєкті поліпшення території були створені пасовища. Ця територія зараз перебуває під інтенсивним управлінням. Серед інших рослин тут зростає плодоріжка салепова.

### Де Слафтер

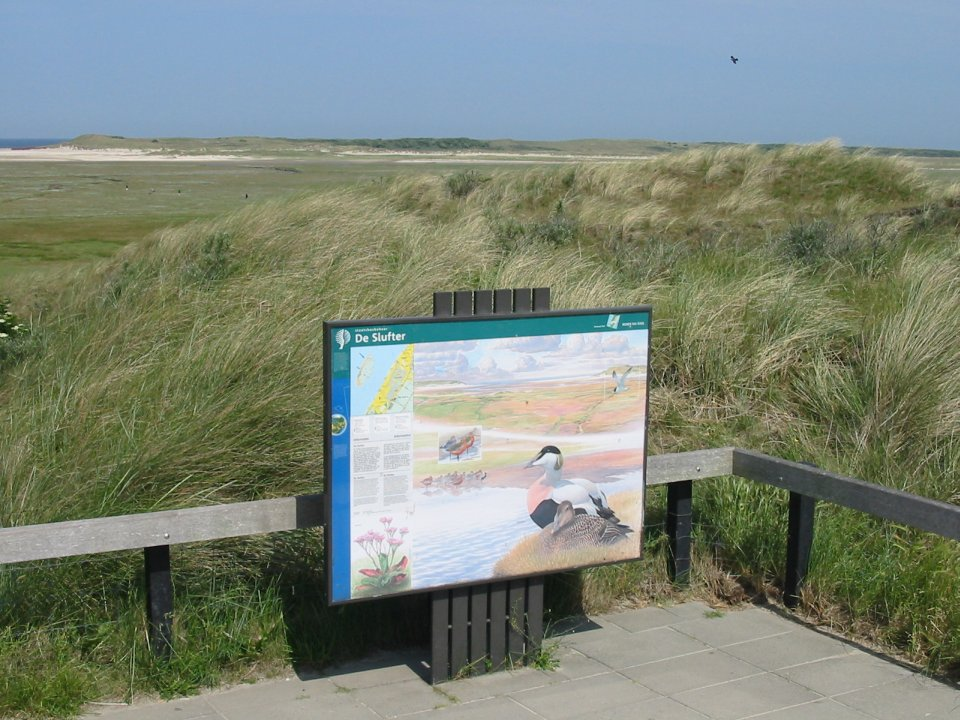
Де Слафтер

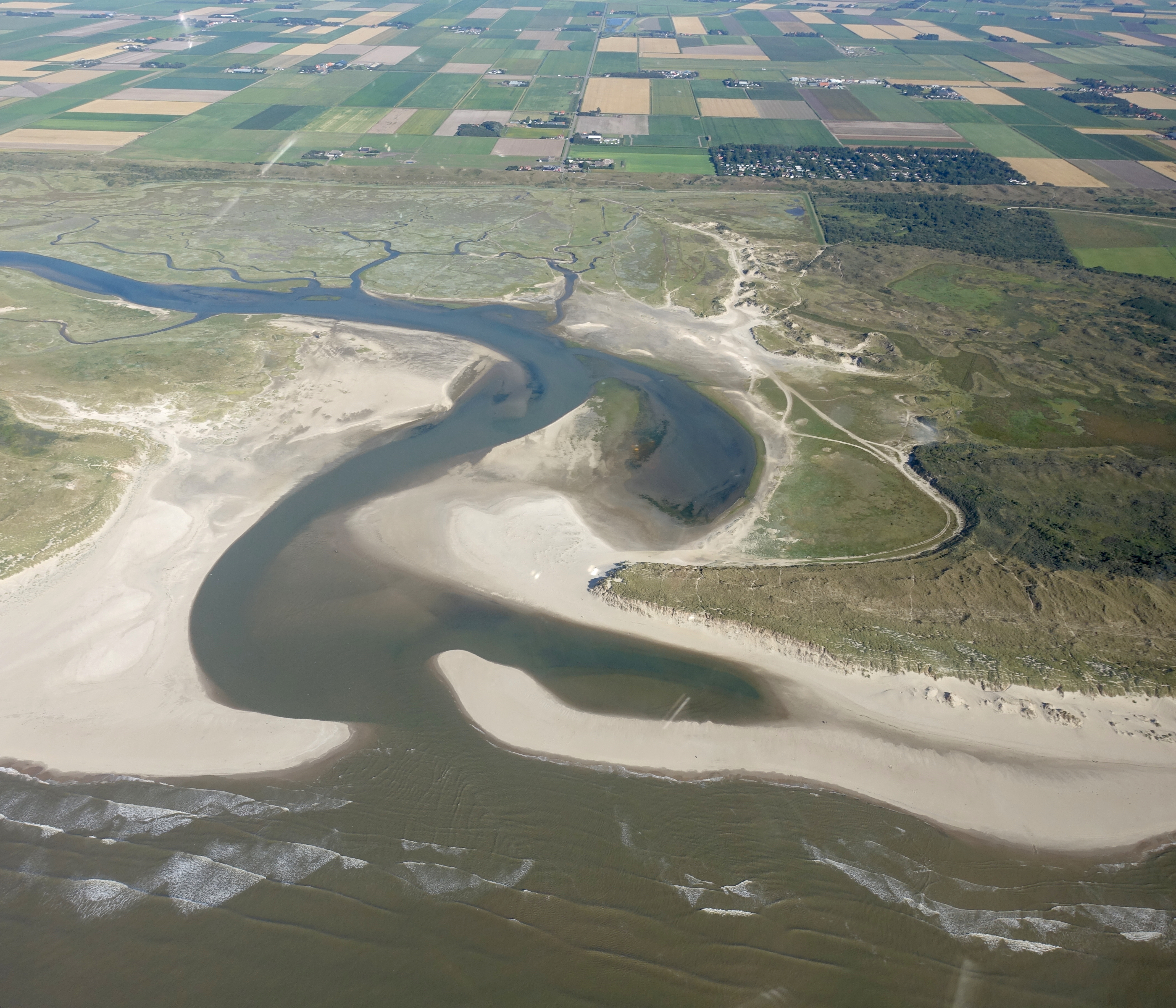
Вид на Де Слафтер із висоти пташиного польоту

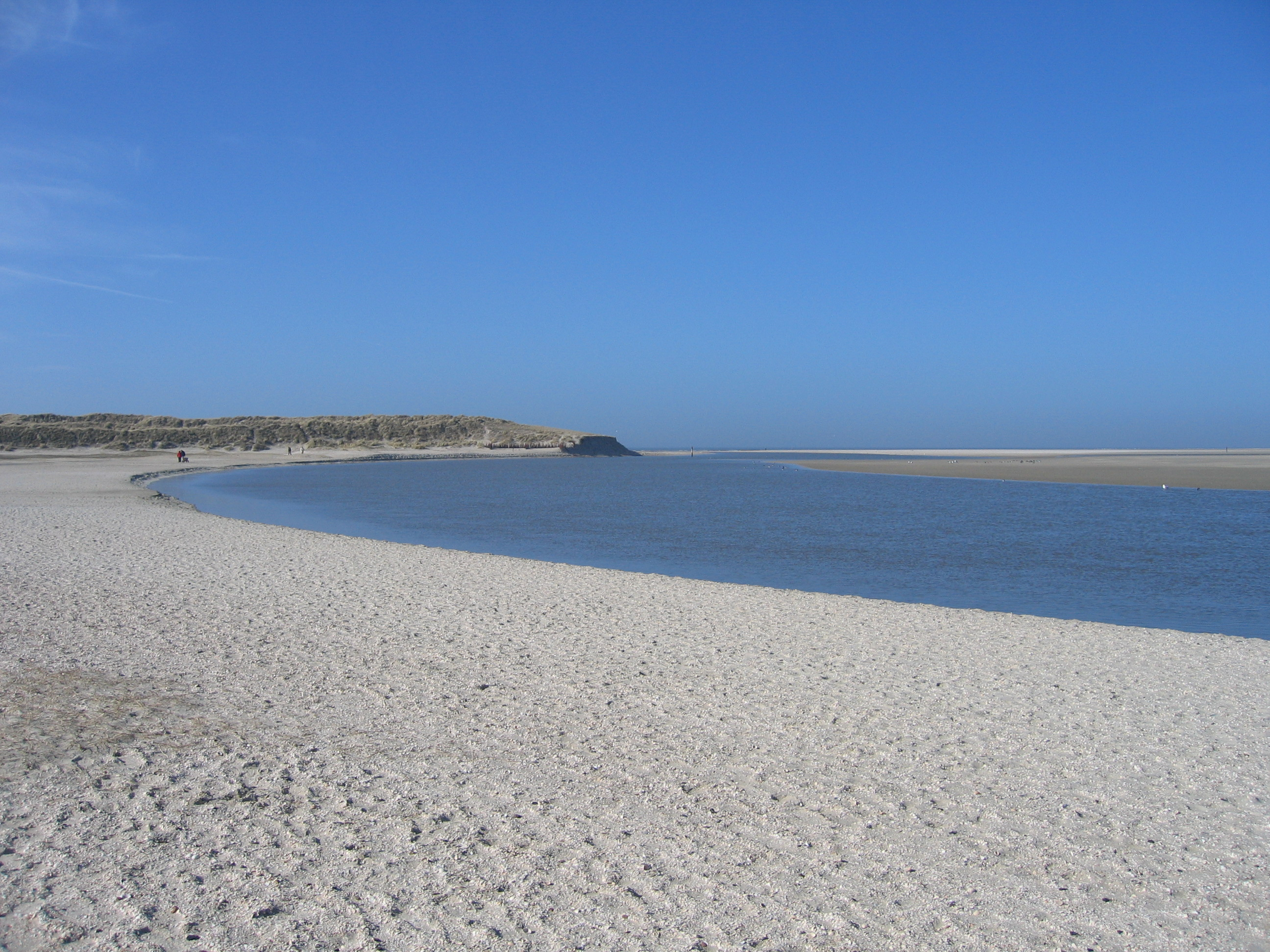
Де Слафтер

Основна частина Слафтеру — це широка долина дюн, яка має відкритий зв'язок із Північним морем через отвір у зовнішніх дюнах Де Слафтер. Під час припливу морська вода тече в Слафтер через струмки, а під час відливу знову витікає. Великий Слафтеркрик на пляжі — це місце, де вода проходить більшу частину часу. Із часом струмок перемістився в північному напрямку. Оскільки цей струмок сильно пошкодив дюни на північному боці у травні 2004 року, було необхідно втручання. Новий струмок був побудований у найпівденнішій частині Слафтера, а старий струмок був закритий через тиждень. Під час середнього припливу морська вода потрапляє лише у струмки та невеликі озера, під час екстремального припливу більша частина Слафтеру затоплюється.
Переважна рослинність — солончаки. У червні територія забарвлюється переважно у фіолетовий колір через кермек. У жовтні він переважно червоний через солонець. Зростає тут і обліпиха.
Багато птахів відвідують лиман Слафтер. Тут розмножуються пухівка, косар приходить на корм, а різноманітні кулики заходять лише під час припливу.
Багато черепашок сучасної морської фауни, а також багато викопних черепашок, що відносяться до еємського етапу, омиваються на прибережній рівнині Слафтер.
Слафтер відокремлений від Північного моря двома довгими смугами дюн, цей район називається Довга дамба. Між смугами дюн є долина з прісною водою, тут зростає багато орхідей.

## Тваринний світ
Тесел має дуже багату різноманітність видів.

### Птахи
Птахи, які часто трапляються на острові: сіра гуска, казарка чорна, галагаз євразійський, віджион, пухівка, синьга, косар, кулик-сорока, чоботар, сивка звичайна, чайка, побережники ісландський, чорногрудий, грицик малий, фазан, мартини сріблястий, чорнокрилий, звичайний, крячки річковий, рябодзьобий, сова болотяна та лунь. У дюнах живуть багато горобцеподібних птахів, наприклад, шпак, кам'янка звичайна, трав'янка європейська, біла плиска, трав'янка лучна, жовта плиска та щеврик лучний.

### Ссавці
У самих дюнах звичайними ссавцями є кролики, зайці, їжаки, різні дрібні гризуни (миші, полівки) і горностай. На пляжах, піщаних берегах і навколишніх водах мешкають два види тюленів, звичайний і сірий тюлень, а також морські свині.

## Ecomare
Екомаре — музей природної історії парку. Він включає громадський акваріум і працює як заповідник для тюленів і птахів. Розташований на острові Тесел, він був побудований у 1930 році, а в 1952 році до нього додали притулок для тюленів. Його відвідують понад 265 000 людей на рік і є найбільшим центром інформації про природу у Ватовому морі. Заявлена місія Ecomare полягає в тому, щоб покращити відносини відвідувачів із прибережним і морським середовищем, підвищити обізнаність про вразливість природних ресурсів і заохотити людей захищати їх.